# Satîiiv, Dubno
Satîiiv (în ucraineană Сатиїв) este localitatea de reședință a comunei Satîiiv din raionul Dubno, regiunea Rivne, Ucraina.

## Demografie
Componența lingvistică a localității Satîiiv
     Ucraineană (98,31%)
     Alte limbi (0,78%)
Conform recensământului din 2001, majoritatea populației localității Satîiiv era vorbitoare de ucraineană (98,31%), existând în minoritate și vorbitori de alte limbi.